# Bársony-házi „szakócák”

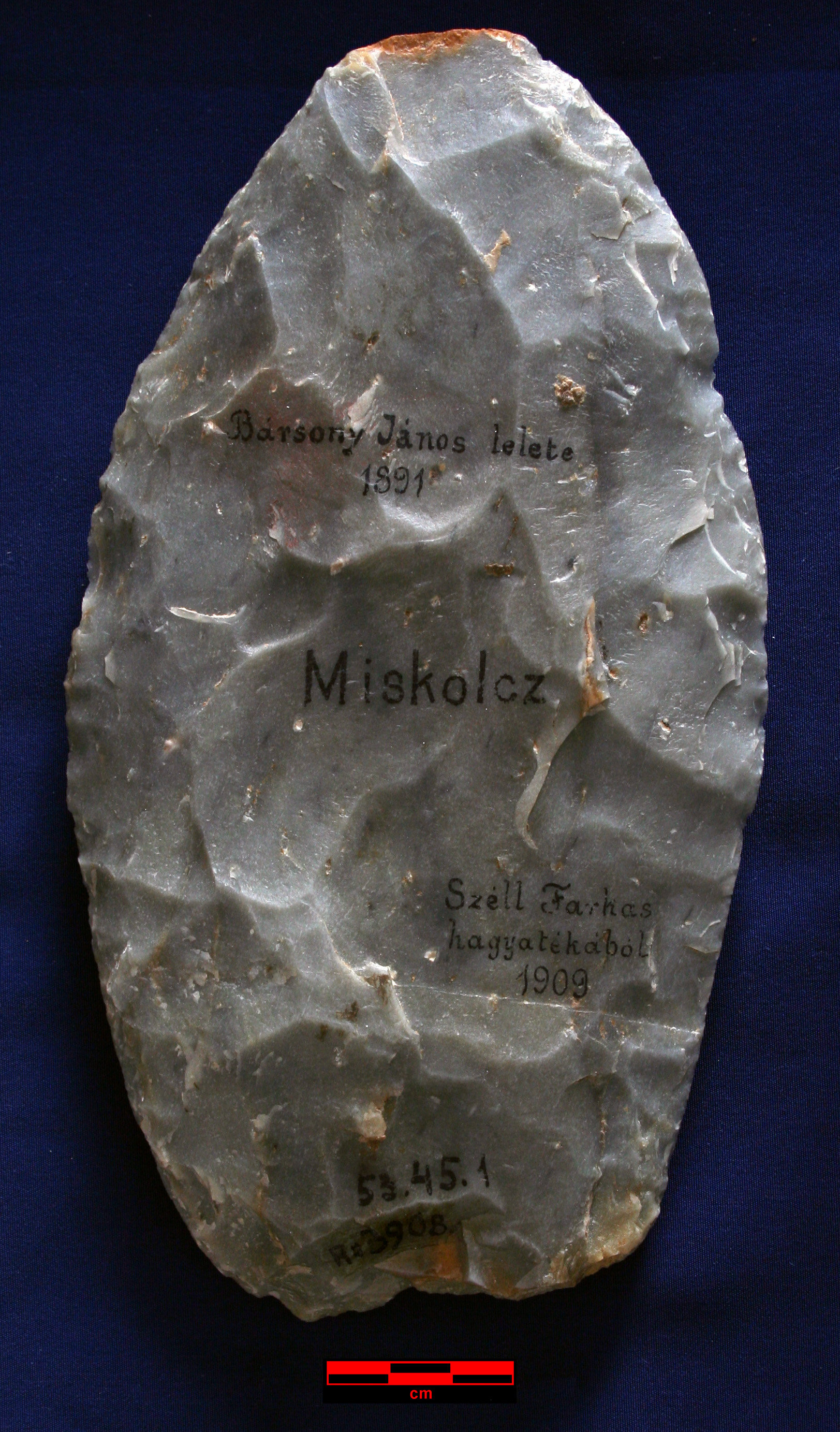
A három (miskolci) Bársony-házi „szakóca” középső, eredetileg Széll Farkas debreceni táblabírónak ajándékozott példánya. Herman Ottó Múzeum, Régészeti Gyűjtemény, lelt. sz.: 53.45.1.

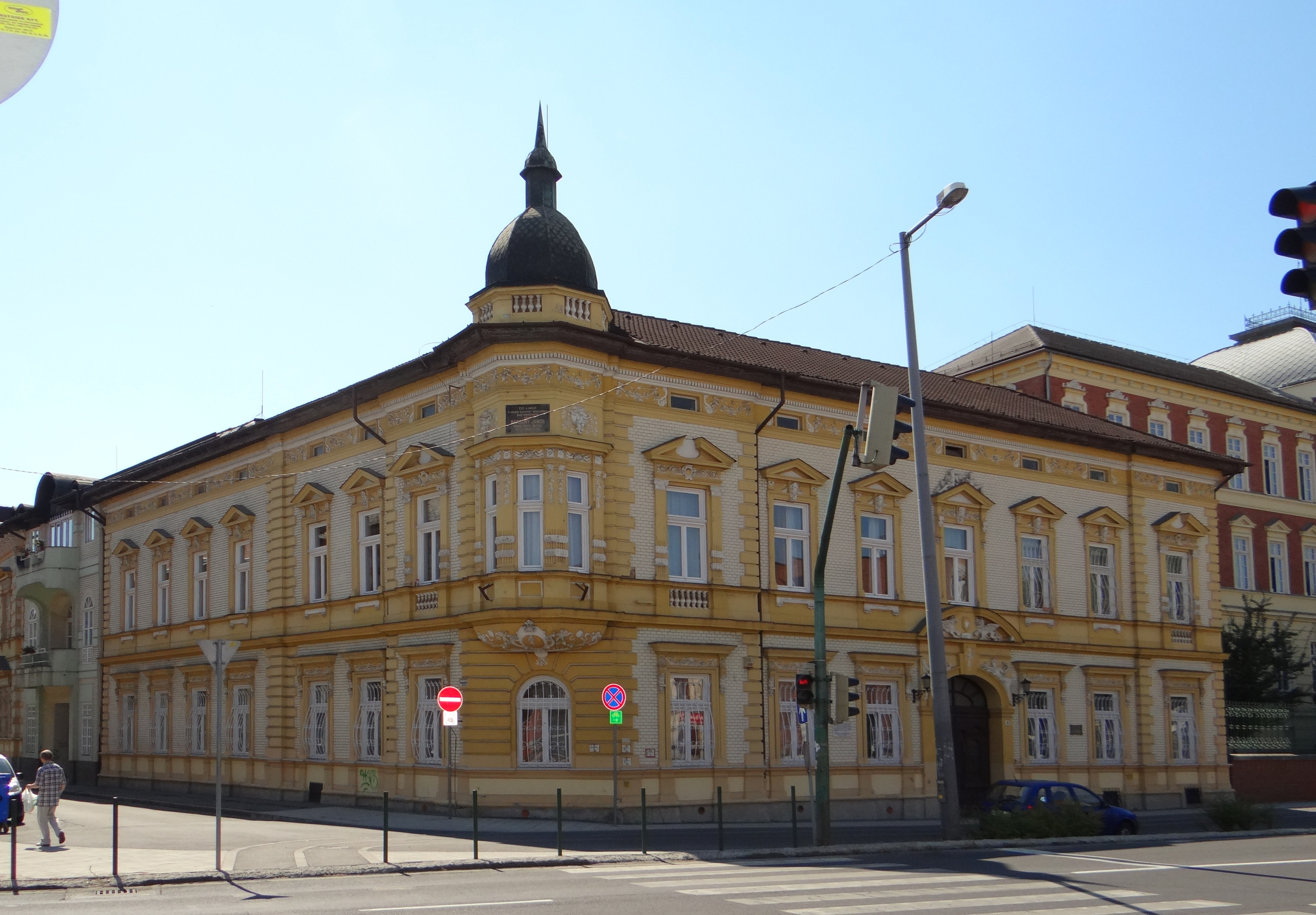
A ház a Kálvin János u. 4. alatt. A leletek a bejárattól jobbra lévő pinceablak környékén kerültek elő.

1891 augusztusában Miskolcon, Bársony János városi tiszti ügyész házának alapozásakor az építőmunkások három különleges formájú leletre bukkantak, melyek a sárga agyagból, mintegy 2,5 m mélységből kerültek elő. Bársony János a két nagyobb darabot először elajándékozta. A ma a Herman Ottó Múzeumban őrzött (feliratos) darabot Széll Farkas debreceni táblabíró kapta, míg a legnagyobbat a kor híres polihisztora, Herman Ottó vehette át, mintegy ajándékként, 1892 karácsonyán (december 26.).

## Kutatástörténet
A tudós Herman azonnal felismerte a lelet jelentőségét és hamarosan alkalmat kerített a másik két darab vizsgálatára is. Tisztában volt azzal, hogy a környék geológiai viszonyainak felmérését is figyelembe véve a „szakócák” alkalmasak lehetnek arra, hogy bizonyítsák az addig sokak által tagadott feltételezést: Magyarország területén is élt a jégkorban (őskőkorban) ember. A megtalálás körülményeinek, a leletek tipológiájának és a környezet geológiájának alapos vizsgálata után 1893-ban részletes elemzést jelentetett meg az Archaeologiai Értesítőben. Itt egyértelműen a „szakócák” őskőkori (paleolitikus) eredete mellett foglalt állást.
Herman Ottót a Bársony-háznál és a következő években Miskolc több más pontján (pl. az avasi református temetőben vagy a Petőfi utca 12. sz. alatt) előkerült leletek inspirálták arra, hogy a környék földtani viszonyainak felülvizsgálatát szorgalmazza jó barátjánál, az akkori földművelésügyi miniszternél, Darányi Ignácnál. E munka részeként kapott megbízást Kadić Ottokár, a Magyar Állami Földtani Intézet geológusa a Bükk hegység barlangjainak átkutatására. A munkálatokat a Kecske-lyuk és a Büdös-pest nevű barlangokban kezdte, eredménytelenül. Ezután Herman Ottó javaslatára a Szeleta-barlangban folytatta ásatásait, ahol is az 1906-tól 1913-ig tartó feltárásokkal immár megdönthetetlen bizonyítékokat szerzett a kárpát-medencei jégkori emberek egykori létezésére, melyet Szeleta-kultúra néven azonosítottak.
A Bársony-házi „szakócák” és a szeletai kb. 2000 kőeszközből és gyártási hulladékból, valamint számos ősállatcsontból álló leletegyüttes előkerülése óta a mai Magyarország területén több mint száz barlangi és szabad ég alatti lelőhelyről ismerjük az őskőkori ember hagyatékát. A hagyomány szerint a magyarországi őskőkorkutatás kezdetét 1891-től számítjuk.
A Bársony-házi „szakócák” legnagyobb (H × Sz × V: 23,8 × 11 × 2,3 cm) és legkisebb (H × Sz × V: 11 × 8 × 3 cm) példányait a Magyar Nemzeti Múzeumban őrzik. A méretre középső, egyébként a legnagyobbtól alig kisebb (H × Sz × V: 19,5 × 11,1 × 2,3 cm), szépen kidolgozott – eredetileg Széll Farkasnak ajándékozott – harmadik példány a Herman Ottó Múzeumhoz tartozó Pannon-tenger Múzeum Kiállítóépületben tekinthető meg az ember biológiai és technológiai fejlődését az őskőkor végéig összefoglaló Rudapithecus-teremben.

## Szakmai értékelés
A szakóca egy kőből (kvarcitból, vulkáni kőzetből, kovaféléből) a háromszöghöz közelítő formára, pattintással kialakított többcélú marokkő eszköz (kézi balta). Megmunkálása kétoldali (bifaciális). Alsó része keresztmetszetben vaskos, hegye vékony. Az ember a korai és középső paleolitikumban használta húsdarabolásra, csontfeltörésre és talán vadászatra is. Legismertebb típusai az abbeville-i és az acheul-i. Legfiatalabb darabjait a középső paleolitikus moustéri kultúra kb. 50 ezeréves telepein találták.
Tipológiai értelemben a három Bársony-házi kőeszköz egyike sem szakóca! Ezt a megnevezést ma már csak a kutatástörténeti hagyomány miatt alkalmazzuk rájuk. A két nagyobb inkább a felső paleolitikus szeletai kultúrkör levéleszközeivel mutat rokonságot. A harmadik, legkisebb darab alapvetően nem kőeszköz, sokkal inkább egy természetes formájú és erősen kopott kődarab. A szélein látható szilánknegatívok részben természetes roncsolódás eredményei, részben pedig az ősember által végzett, a nyersanyag minőségét ellenőrző próbapattintások.
Mindhárom kő nyersanyaga a Bükkszentlászló környékén gyűjthető, ún. üveges kvarcporfir, melyet az ásvány- és kőzettan szakemberei inkább metariolit néven említenek. Az előbbi elnevezés a régészek, őskőkorkutatók között volt elterjedt. A két kisebb lelet e kőzet világosszürke, a legnagyobb pedig a sötétszürke változatából készült. A kísérleti pattintás tapasztalatai alapján a két változat különböző keménységű. A sötétebb általában ridegebb, szemcsésebb szerkezetű, kevésbé homogén, ezért kagylós törése is durvább felületet ad. A világosabb változatok pattintási tulajdonságai közel állnak a tűzkövekéhez. Anyaguk homogénebb, a pattintási negatívok felülete sima, egyenletes és finom tapintású.
A két nagyobb eszköz megmunkálása kétoldali. Kialakításuk közben felváltva használtak ún. kemény (kő) és lágy (csont/fa) ütőt. Kidolgozásuk a felső paleolitikus szeleta kultúra levél alakú kaparóit (=levélkaparó) és levél alakú hegyeit (=levélhegy) idézi, azok azonban a napi használatra kétségtelenül alkalmasabb, kisebb méretekben készültek ugyanabból a fajta nyersanyagból. Már Hillebrand Jenő felvetette, még 1917-ben, hogy a Bársony-házi leletek valószínűleg díszeszközök lehettek. A 2014-ben publikált újabb, részletes techno-tipológiai vizsgálatok egyrészt egyértelműen bizonyították a fiatalabb Szeleta kultúrával fennálló kapcsolatot, másrészt megerősítették Hillebrand felvetését. Az új kutatás legjelentősebb eredménye azonban kétségtelenül az, hogy a szilánkok leválasztásának számát, irányait, méreteit és (műveleti) mintázatát, azaz a szilánkleválasztások rendszerét megvizsgálva, igen nagy valószínűséggel sikerült bizonyítani, hogy a két legnagyobb levéleszközt ugyanaz az őskőkori kőeszközpattintó mester készítette.
A Bársony-házi „szakócák”-nak (levél alakú díszeszközöknek) egyetlen kontinensről sem ismerjük analógiáit.